# Aspitates kitti
Aspitates kitti là một loài bướm đêm trong họ Geometridae.